# 拟腹吸鳅
拟腹吸鳅（学名：Pseudogastromyzon fasciatus）为平鳍鳅科拟腹吸鳅属的鱼类。在中国，分布于闽江和瓯江水系等，主要生活于山溪激流多砾砂石的水体。该物种的模式产地在福建西部。

## 亚种
- 拟腹吸鳅指名亚种（学名：Pseudogastromyzon fasciatus fasciatus），Sauvage于1878年命名，是中国的特有物种。分布于闽江和瓯江水系等。该物种的模式产地在福建西部。[2]
- 九龙江拟腹吸鳅（学名：Pseudogastromyzon fasciatus jiulongjiangensis），Chen于1980年命名，是中国的特有物种。分布于福建省九龙江水系等，多栖息于山溪激流多砾砂石的河段。该物种的模式产地在九龙江。[3]

## 扩展阅读
維基物種上的相關：拟腹吸鳅